# نيكولا شميت (سياسي)
نيكولا شميت (بالألمانية: Nicolas Schmit) هو سياسي لوكسمبورغي من مواليد 10 ديسمبر 1953، يشغل منصب المفوض الأوروبي للوظائف والحقوق الاجتماعية ‏ منذ عام 2019. وهو عضو في حزب العمال الاشتراكي في لوكسمبورغ. كان سابقًا عضوًا في حكومة لوكسمبورغ من عام 2004 إلى عام 2019 وعضو في البرلمان الأوروبي في عام 2019.